# Combat de Digil
Insurrection de Boko Haram
Le combat de Digil a lieu lors de l'insurrection de Boko Haram.

## Déroulement
Le soir du 18 décembre 2013, des hommes armés attaquent le bureau de change dans le marché de Mubi, près de la frontière camerounaise,.
Selon les changeurs, cinq employés sont tués par les assaillants. D'autres témoins évoquent une dizaine de morts.
Après s'être emparé de l'argent, les djihadistes prennent la fuite mais ils sont poursuivis par les forces spéciales basées à Mubi et rattrapés environ 25 kilomètres plus loin près du village de Digil.
À l'issue du combat l'armée récupère l'argent volé et s'empare de plusieurs fusils. Selon les militaires nigérians, 13 djihadistes sont tués.
Le lieutenant-colonel Beyidi Martins, chef d'une unité spéciale de Mubi, déclare : « Nos hommes ont réussi à tuer 13 terroristes soupçonnés d'appartenir à Boko Haram dans un échange de coups de feu près du village de Digil où les soldats les ont rattrapés après qu'ils eurent dévalisé un bureau de change à Mubi. »